# Maratus vespertilio

Maratus vespertilio es un arácnido perteneciente al género Maratus (arañas pavo real), dentro de la familia de Salticidae (saltícidos). Los machos expanden sus "aletas" o "solapas" abdominales de colores para seducir durante el cortejo, compitiendo así contra otros machos por una hembra.